# Мандалеј
Мандалеј (бур. မန္တလေးမြို့) је са више од милион становника (податак из 2010) други највећи град Мјанмара,  и главни град истоименог региона.
Налази се 716 km северно од Рангуна, на источној обали реке Иравади.
Мандалеј је био последња престоница Краљевине Бурме и сматра се центром бурманске културе. Основан је 1857. у подножју брда по коме је добио име. У последњих 20 година у град се доселило доста Кинеза из провинције Јунан. Они данас чине 30—40% становништва.
Мандалеј је економски центар северног Мјанмара. 

## Фото галерија
- Мандалеј - Mandalay - မန္တလေးမြို့
- Палата у Мандалеју
- Kuthodaw
- Kuthodaw
- Mahamuni
- Mahamuni

## Становништво
| 2014.     |
| --------- |
| 1.319.452 |